# Margherita de L’Épine

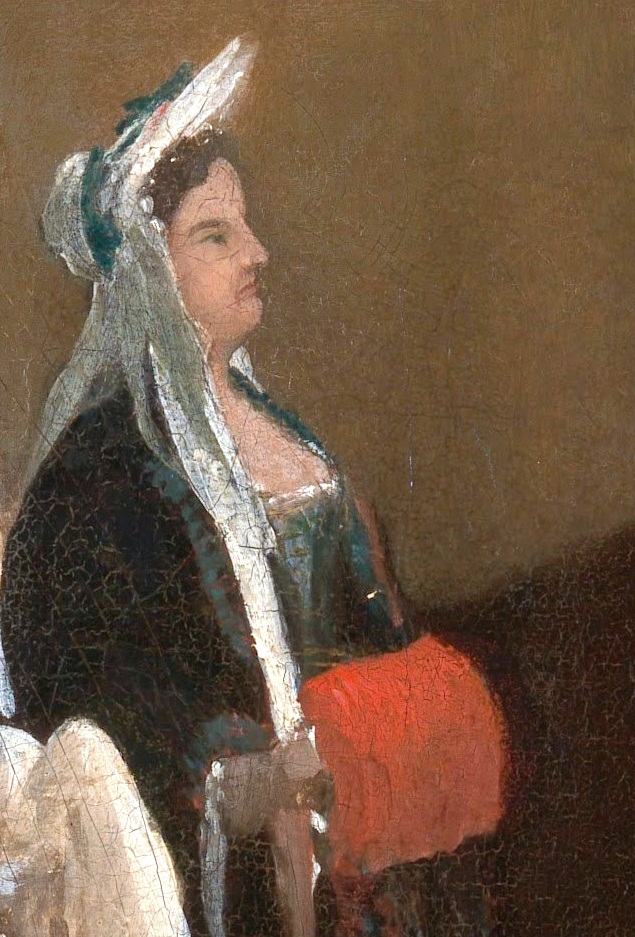
Margherita de L’Épine auf dem Gemälde Rehearsal of an opera (um 1709) von Marco Ricci

(Francesca) Margherita de L’Épine (auch: Françoise Marguerite de L’Épine, Margarita de L’Epine, Margarita De l’Espine, la Margherita, Signora Margherita, Signora Margarita, Mrs. Margarita; * ca. 1680–1683; † 8. August 1746 in London) war eine Sängerin (Sopran) des Barock, deren Name mit den Anfängen der italienischen Oper in England und insbesondere mit Georg Friedrich Händel verbunden ist. Sie trat jedoch auch in englischen Werken auf und war die Frau des Komponisten Johann Christoph Pepusch.

## Leben
Sie galt und gilt oft als erste italienische Sängerin, die öffentlich in England auftrat, ihr Nachname deutet jedoch auf eine französische oder französisch-italienische Herkunft, oder einen ersten französischen Ehemann – es spricht jedoch alles dafür, dass ihre Gesangsausbildung italienisch war. Sie selbst unterzeichnete auch als Françoise Marguerite de L’Épine.
Es ist auch nicht ganz gesichert, wann sie zuerst nach England kam. Manchmal wurde vermutet, dass sie identisch mit „einer italienischen Dame“ („Italian lady“) wäre, die im Januar 1692–93 in der London Gazette erwähnt wird, „kürzlich nach England gekommen und berühmt für ihren Gesang“ sei. Die besagte Sängerin ließ ankündigen, dass sie „jeden Dienstag in den York-Buildings und donnerstags in Freeman’s Yard in Cornhill auftreten“ würde. Dass es sich dabei um die de L’Épine handelte, ist jedoch nicht sehr wahrscheinlich, wenn man bedenkt, dass diese um den Jahreswechsel 1723–24 ein Kind bekam. Denn selbst wenn die „Italian lady“ von 1692 bis 1693 zu dem Zeitpunkt noch sehr jung, z. B. 18 Jahre alt, gewesen wäre (also 1673–74 geboren), wäre sie 1724 mindestens 50 gewesen.
Laut Winton Dean sang Margherita von 1698 bis 1700 in Venedig und wurde dabei als Virtuosin des Herzogs von Mantua bezeichnet. Nachweislich stand sie im Karneval 1700 im Teatro Sant’Angelo in einem Pasticcio L’ oracolo in sogno (mit Musik von Caldara, C. F. Pollarolo und Quintavalle) als Berenice auf der Bühne, neben der jungen Margherita Durastanti.

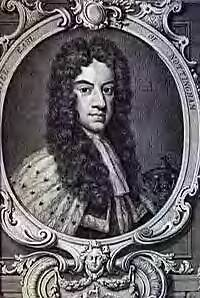
Daniel Finch, 2nd Earl of Nottingham

Es heißt, Margherita de L’Épine sei zusammen mit dem Komponisten Jakob Greber (als dessen Geliebte ?) nach England gekommen, welcher dort zum ersten Mal 1703 nachgewiesen ist. Mit von der Partie war wahrscheinlich auch ihre Schwester Maria Gallia, die ebenfalls Sängerin, aber nicht so erfolgreich, war. Margherita wird in England zum ersten Mal eindeutig erwähnt, als sie am 27. Mai 1703 in einem Theaterstück namens „The Fickle Sheperdesse“ sang und für diesen Auftritt die enorme Summe von 20 Guineas erhielt, etwa so viel, wie manche Schauspieler in einem halben Jahr verdienten. Margherita machte schnell Furore und sang in privaten Konzerten in den Häusern des englischen Adels. Queen Anne lud sie zu einem Konzert an den königlichen Hof und ließ ihr dafür 30 Guineas auszahlen. Für ein Hofkonzert vor Erzherzog Karl (VI.) erhielt sie 40 Guineas, mehr als alle anderen Sänger (darunter Catherine Tofts), die nur 30 bekamen. Der Earl of Nottingham, Staatssekretär der Königin, wurde ein besonders begeisterter Bewunderer und Mäzen von Margherita, und eventuell wurde sie sogar seine Mätresse.
Im Lincoln’s-Inn-Fields sang sie am 1. Juni 1703 zum angeblich letzten Male in England „vier ihrer beliebtesten italienischen Arien“ („four of her most celebrated Italian songs“), denen sie jedoch ein weiteres Konzert am 8. Juni folgen ließ, wo sie auch ein Lied namens „The Nightingale“ (die Nachtigall) vortrug.
Ihr großer Erfolg hielt Margherita de L’Épine jedoch in London. Im Drury Lane Theatre trat sie zum ersten Mal am 29. Januar 1704 auf und sang zwischen den Akten eines Theaterstücks Arien von Greber.

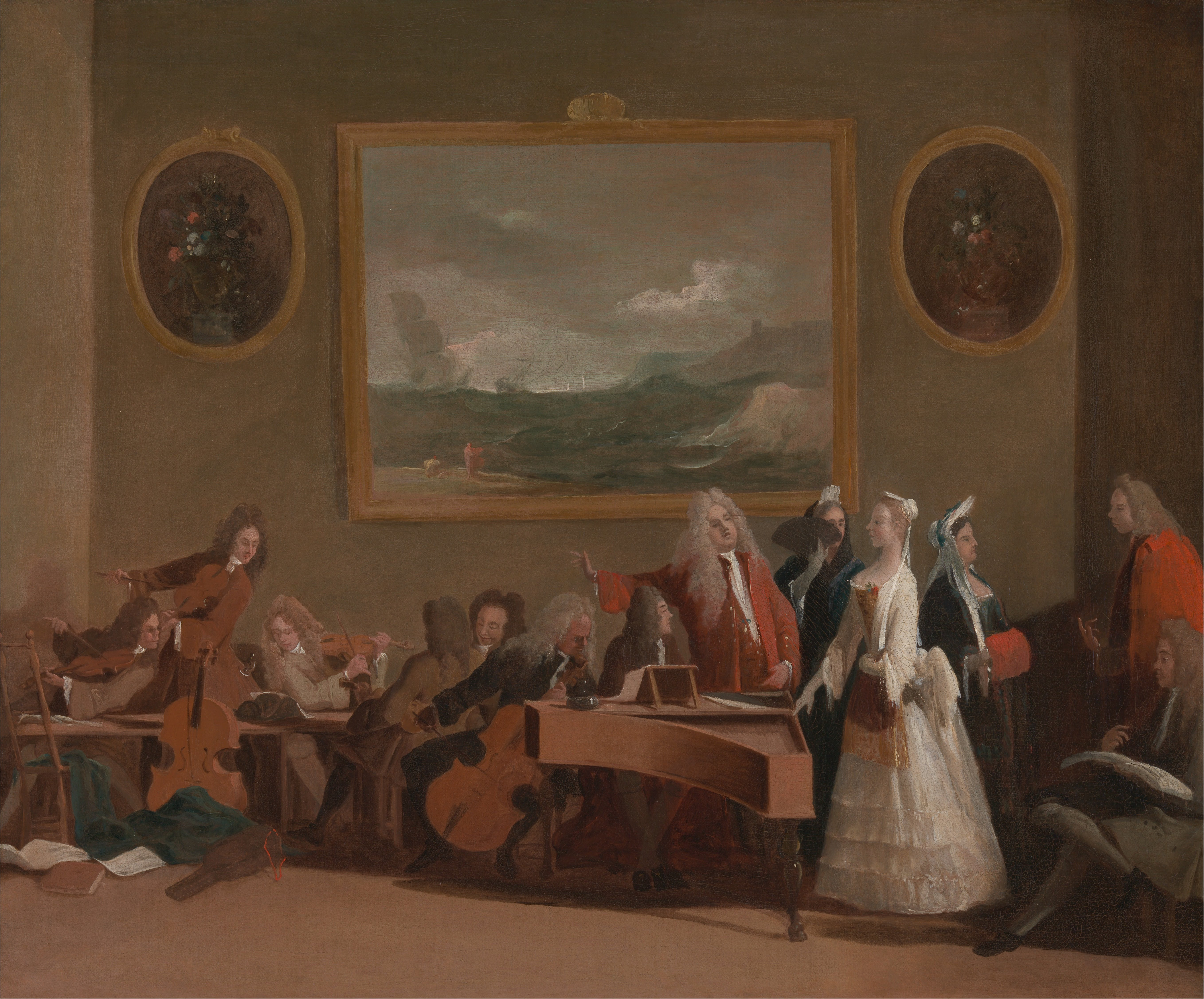
Marco Ricci: Rehearsal of an opera (um 1709). Die junge Dame in Weiß im Vordergrund ist Catherine Tofts, Margherita de L’Épine steht rechts hinter ihr mit rotem Muff im Gespräch mit einem Herrn.

Sehr bald kam es jedoch mit der englischen Sängerin Catherine Tofts zu einer ernsthaften Rivalität, die durch das teilweise nationalistische Publikum, das sich in zwei Lager spaltete, noch aufgeheizt wurde (ähnlich wie später bei den „rival queens“ Cuzzoni und Bordoni). Schon bei De L’Épines zweitem Auftritt im Drury Lane am 5. Februar 1704 wurde sie von einer Zofe oder Magd der Tofts namens Ann Barwick ausgepfiffen und mit Orangen beworfen. Um dem Verdacht vorzubeugen, dass die Frau von ihr persönlich angestiftet worden sein könnte, entschuldigte sich Catherine Tofts allerdings in einem Brief an den Manager des Theaters und verlangte eine gerechte Strafe für das Fehlverhalten der Barwick. Der „Sängerinnen-Krieg“ ging jedoch weiter und inspirierte mehrere Zeitungsschreiber und Poeten. Dabei wurde sie von einigen Leuten mit Spottnamen wie „Greber’s Peg“ („Grebers Nagel“) oder „The Tawny Tuscan“ (frei etwa: „die toskanische Eule“) bezeichnet.

John Hughes beschrieb in einem Gedicht die Wirkung von Margherita de L’Épines Gesang und erwähnte dabei einige ihrer adligen Bewunderer:

...Then fam’d L’Epine does equal skill employ, / While list’ning peers crowd to th’ecstatic joy: / Bedford, to hear her song, his dice forsakes, / And Nottingham is raptur’d when she shakes: / Lull’d statesmen melt away their drowsy cares / Of England’s safety in Italian airs. ...

„...Dann zeigt die berühmte L’Epine gleiches Können, / Beim Hören drängen sich die Peers zu ekstatischen Freuden: / Bedford, um ihr Lied zu hören, verlässt sein Würfelspiel, / Und Nottingham ist entzückt, wenn sie trillert: / Eingelullte Staatsmänner lassen ihre schläfrige Sorge / Um Englands Sicherheit hinweg schmelzen in italienischen Arien. ...“

Margherita de L’Épine und Catherine Tofts waren zu dieser Zeit die bestbezahlten Sängerinnen Londons und erhielten mit 400 Pfund pro Saison eine für die damalige Zeit sehr hohe Gage, die das normale Gehalt eines Schauspielers weit überstieg. Nur der berühmte Kastrat Nicolino bekam mit 430 Pfund noch etwas mehr.
1705 sang Margherita einige Arien (oder Kantaten?) vor und nach der Oper Arsinoe, und in Grebers Oper The Temple of Love hatte sie 1706 laut Burney die weibliche Hauptrolle. In Libretti oder auf Plakaten wurde sie häufig als „Signora Margherita“ (oder „Signora Margarita“) bezeichnet. Im Drury Lane Theatre sang sie im April 1706 die Titelrolle in Thomyris, einem von Pepusch arrangierten Pasticcio mit Musik von Alessandro Scarlatti und Bononcini (ein Jahr später sang sie darin die Rolle des Tigrane).
Nicht selten übernahm sie Männerrollen (anstelle von Kastraten), so sang sie am Drury Lane im Dezember 1706 den Prenesto in Bononcinis Camilla in einer Adaption von Haym, welches laut Dean die erste italienische Oper in London war (aber noch teilweise in englischer Sprache).

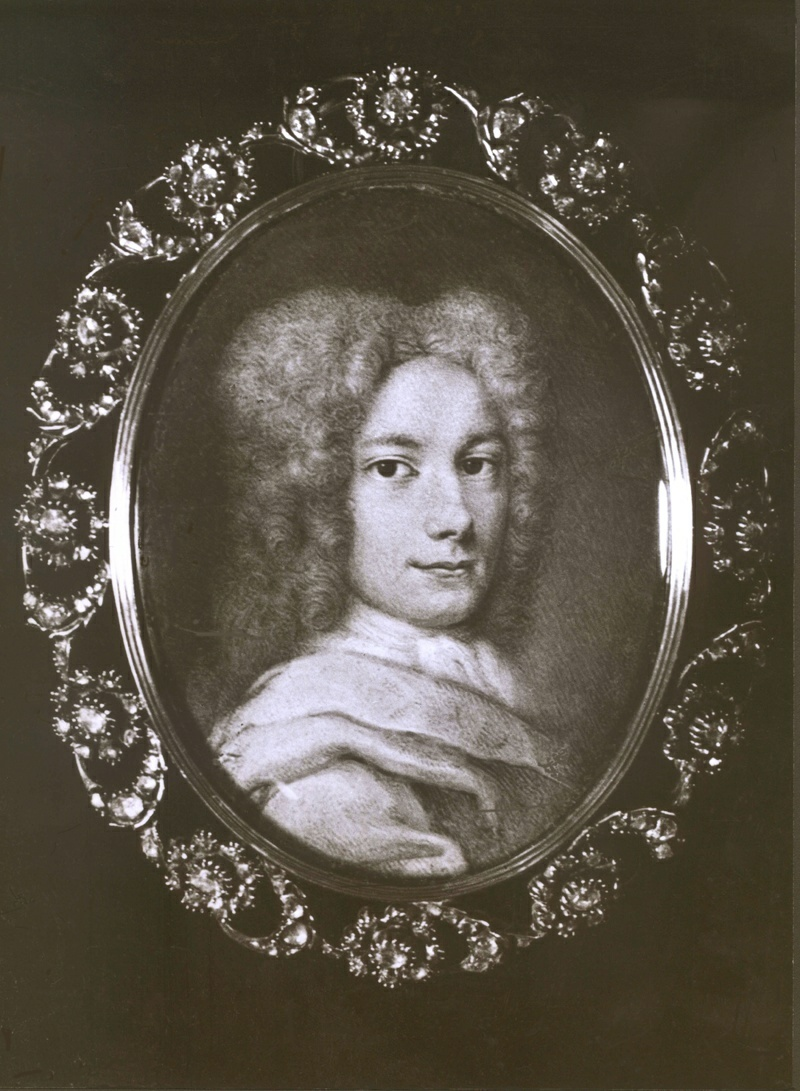
Georg Friedrich Händel, um 1710

Von 1708 bis 1714 war sie dann am noch ganz neuen Queen’s Theatre. Im Februar 1708 sang sie dort die Partie des Olindo in Love’s Triumph und später die Rolle des Mario in Alessandro Scarlattis Pirro e Demetrio (arrangiert von Haym). Es folgten 1708–1709 die Titelrollen in Camilla (anstelle von Catherine Tofts) und in La Clotilde, und 1710 in dem Pasticcio Almahide (mit Musik von Bononcini u. a.), der ersten Londoner Opernproduktion, die vollständig in italienischer Sprache gehalten war. Im selben Jahr trat sie neben Nicolino in dem erfolgreichen L’Idaspe fedele (oder Hydaspes) von Francesco Mancini auf; 1711–1712 sang sie in Francesco Gasparinis Antioco und Ambleto.
Am 23. Januar 1712 sang sie zum ersten Mal in einem Werk von Händel, und zwar als Goffredo in dessen Rinaldo. In der Folge komponierte Händel für sie die Rollen der Eurilla in Il pastor fido (1712), der Agilea in Teseo (1713) und wahrscheinlich der Flavia in Silla (1713). Möglicherweise war sie 1718 auch die erste Galatea in der privaten Uraufführung von Händels Acis and Galatea in Cannons.
Daneben sang sie am Queen’s Theatre bis 1714 in mehreren Pasticci: in Ernelinda, Dorinda, Creso und Arminio.
Die de L’Épine beschränkte sich keineswegs nur auf die italienische Sprache, sondern sang auch in Englisch und machte sich durchaus für die englische Oper oder Masques stark. Schon 1707 in Camilla hatte sie nur „teilweise italienisch“ gesungen, im Jahr 1715 konnte sie dann „tolerably well“ (ganz akzeptabel) Englisch singen. Davon zeugen auch die Partien, die sie zwischen 1714 und 1716 am Drury Lane Theatre übernahm, wie der Adonis in Pepuschs Masque Venus and Adonis, die Titelrolle in Myrtillo, Apollo in Apollo and Daphne, sowie die Dido in The Death of Dido (Der Tod der Dido) von Pepusch und Booth.
Im Frühling 1717 wechselte sie wieder an das Lincoln’s Inn Fields Theatre, wo sie in Camilla, in Calypso and Telemachus, in Venus and Adonis und in Circe sang.
Nach dem 28. Mai 1719 scheint sie sich von der Bühne zurückgezogen zu haben, sprang jedoch im Juni 1720 für die erkrankte Ann Turner Robinson ein und sang für die neugegründete Royal Academy of Music in Domenico Scarlattis Narciso und in Giovanni Portas Numitore, sowie als Polissena in Händels Radamisto.

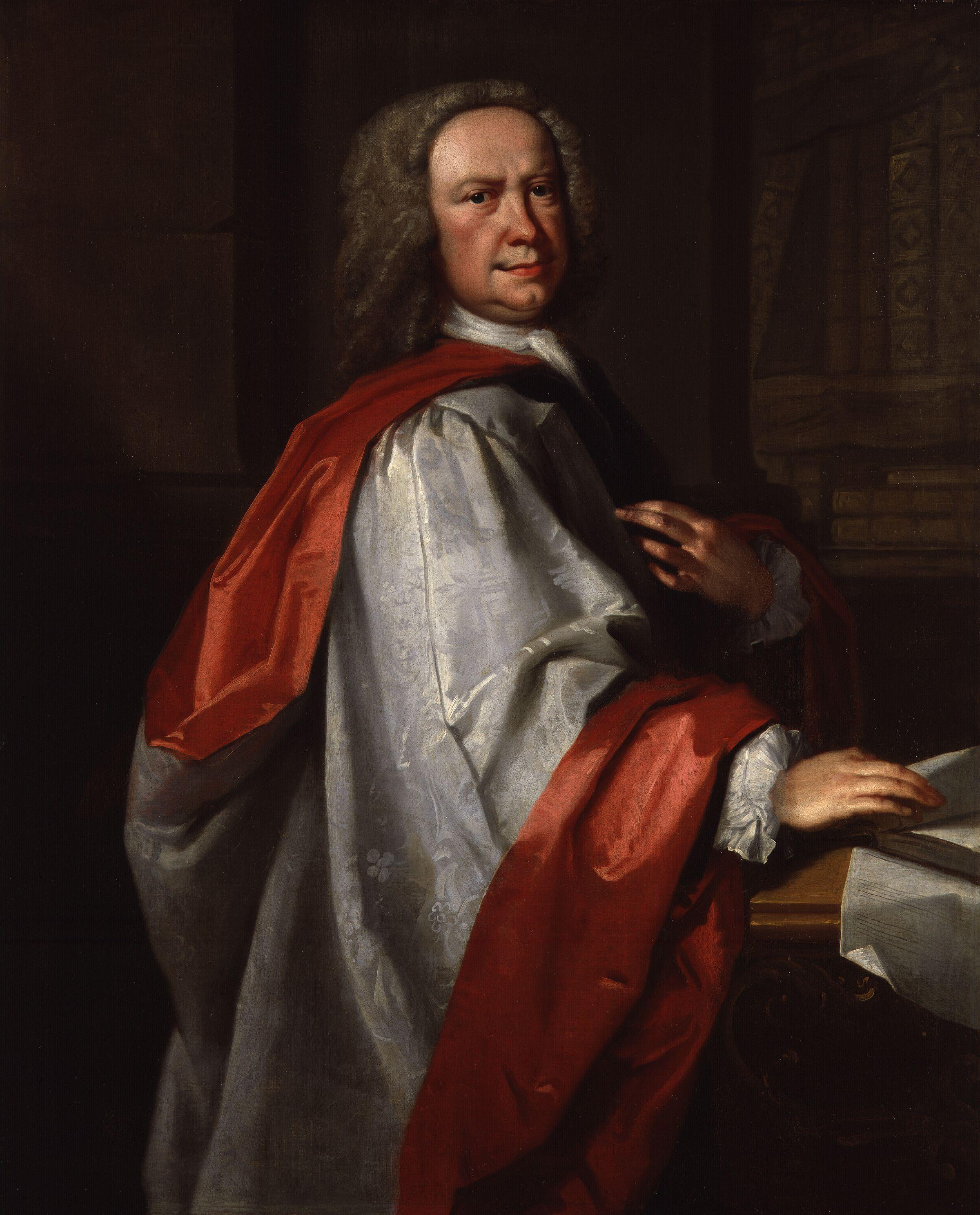
Johann Christoph Pepusch (Porträt von Thomas Hudson)

Es ist nicht bekannt, wann Johann Christoph Pepusch und Margherita de L’Épine heirateten, einige datieren die Hochzeit um 1718 oder 1719, Hawkins in seiner General History auf den Zeitraum von 1722 bis 1724. Der gemeinsame Sohn des Paares John Pepusch wurde am 9. Januar 1724 getauft. Er soll laut Hawkins sehr begabt gewesen sein und wurde nicht einmal 13 Jahre alt. Die Pepuschs lebten in der Carey Street in Boswell Court zusammen mit Margheritas Mutter und sollen angeblich einen Papagei (oder Kanarienvogel ?) am Fenster gehabt haben, der eine Arie aus Händels Giulio Cesare singen konnte. Später wohnten sie in der Fleet Street. Margherita wurde von den Engländern als hässlich empfunden, und soll angeblich deshalb von ihrem eigenen Mann als „Hekate“ bezeichnet worden sein, was sie jedoch geduldig oder mit Humor ertragen habe.
Am 21. Mai 1733 sang sie ein letztes Mal öffentlich in einem Benefizkonzert im Drury Lane Theatre.
Laut Burney spielte Margherita auch sehr gut Cembalo und versuchte sich sogar – aus der Sicht des 18. Jahrhunderts ungewöhnlicherweise – an John Bulls virtuosen Variationen über Walsingham (im Fitzwilliam Virginal Book), mit denen sie jedoch nicht so gut zurechtkam.
Am 19. Juli 1746 erkrankte sie und starb am 10. August.
Es gibt ein Gemälde von Marco Ricci, auf dem man Margherita de L’Épine zusammen mit Catherine Tofts, Pepusch und Nicolino während einer Opernprobe sehen kann. Margherita ist darauf eine kleine brünette Frau in Schwarz, die einen Muff hält, rechts hinter der hübschen Catherine Tofts. Das Bild befindet sich heute in Castle Howard und es existieren noch 5 oder 6 weitere Versionen – eine davon war früher im Besitz der Klavierbauer John Broadwood & Sons.

## Würdigung
Margherita de L’Épines Name ist eng verbunden mit der Etablierung der italienischen Oper in London, wo sie große Erfolge feierte. Ihr Gesang soll besser gewesen sein, als alles, was man bis dahin in England gehört hatte.
Laut Cook reichte ihr Umfang von c’ bis b’’, mit einem Schwerpunkt auf der höheren Lage. Die Partien, die Händel für sie komponierte, reichen von d’ bis a’’.
Charles Burney, der sie natürlich nie persönlich gehört hat, schrieb vom Hörensagen, dass Margherita de L’Épines Art zu singen sich stark von der bis dahin in England gewohnten unterschied – was auf ihre italienische Belcanto-Technik zurückgeführt werden kann –, und dass sie „echte Schwierigkeiten“ meistern konnte („Her execution was of a very different order and involved real difficulties.“). John Hughes erwähnte in seinem oben zitierten Gedicht ausdrücklich ihre Fähigkeit zu trillern, die anscheinend alles überstieg, was man bis dato in England gehört hatte, und „ekstatische Freuden“ auslöste. Zu ihren Stärken gehörte auch eine bemerkenswerte Agilität und Leichtigkeit, die Händel in der ersten Partie, die er für sie komponierte, der Agilea in Teseo (1713), schon im 1. Akt an prädestinierter Stelle ins rechte Licht setzte: in der allerersten Arie „E pur bello, in nobil’ core“ und besonders in der letzten Arie des 1. Aktes „M’adora l’idol’ mio“, wo sie schnelle und lange ziselierte Koloraturen im Wettstreit mit einer Solo-Oboe zu singen hatte.
Da sie keine Schönheit und zudem noch Ausländerin war, wunderte sich Burney außerdem, dass sie sich so lange auf Londoner Bühnen halten konnte, und schloss daraus, dass sie wirklich beeindruckend gewesen sein muss, weil das englische Publikum sie sonst nicht akzeptiert hätte.